# La Symphonie des nombres premiers

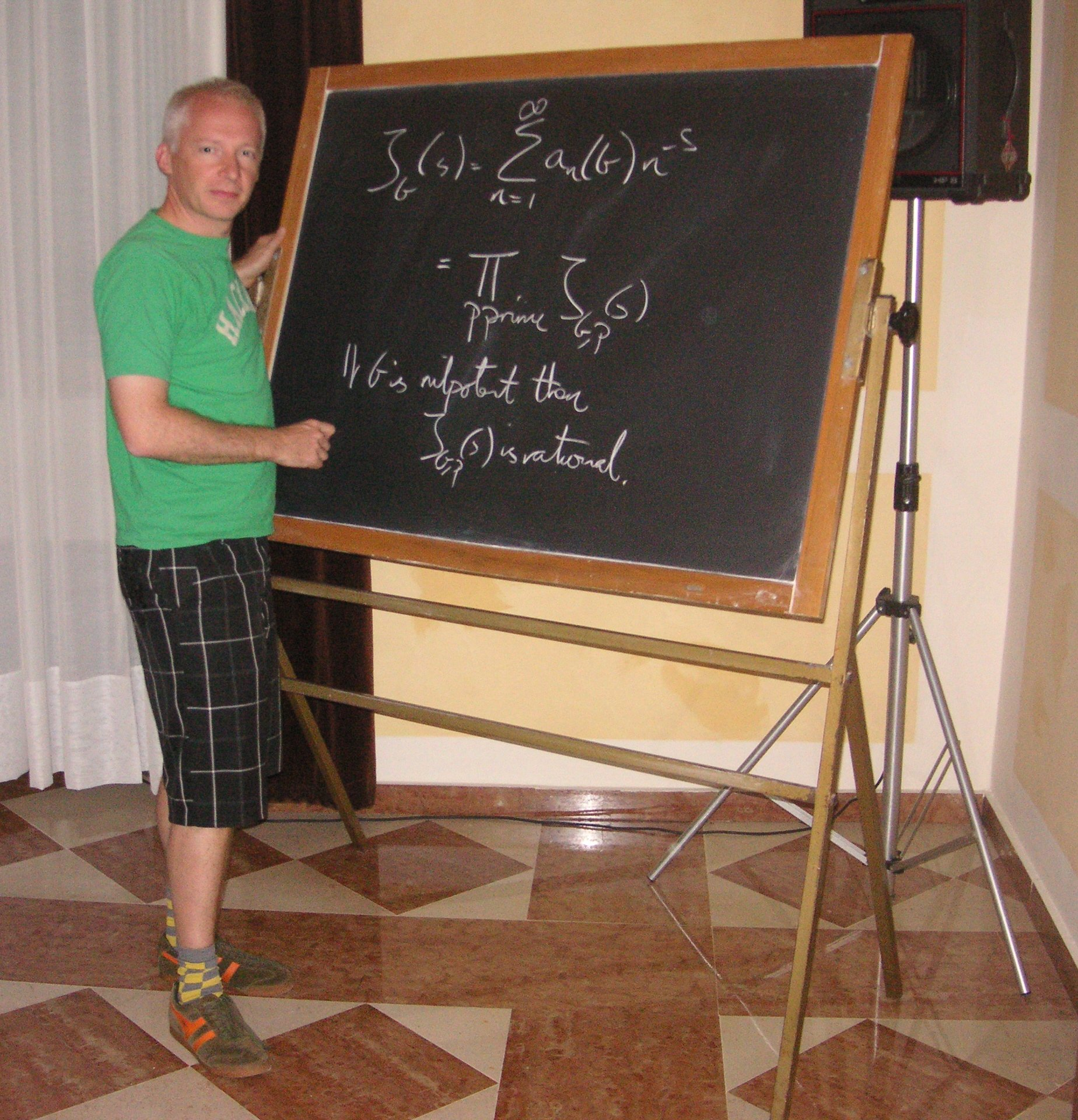
Marcus du Sautoy

La Symphonie des nombres premiers (titre original : The Music of the primes) est un essai de Marcus du Sautoy publié en 2003.

## Description
Le livre détaille l'histoire de la recherche mathématique sur les nombres premiers et précise le rôle de beaucoup de mathématiciens, depuis Gauss et Riemann (la majeure partie de l'ouvrage traite des entreprises de sa résolution) jusqu'à Weil, Grothendieck, Bombieri et Connes en passant par Hardy, Littlewood et Ramanujan.
D'autres aspects des nombres premiers sont également abordés, notamment leurs différentes utilisations, comme le chiffrement à clé publique RSA ou encore leur lien, via la fonction zêta avec la physique quantique.